# Thomas Schulz (Künstler, 1950)

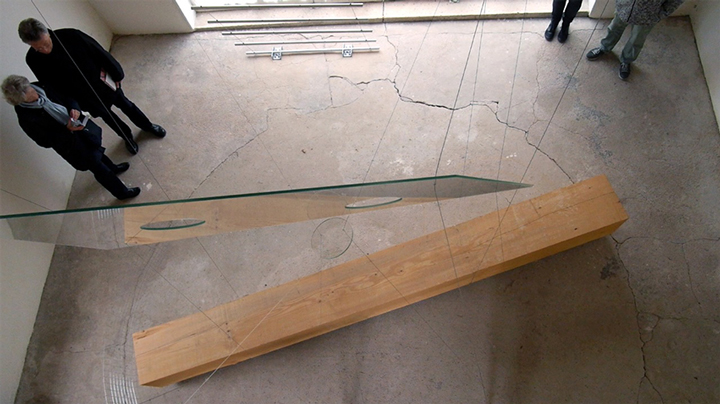
Thomas Schulz: ... durch die Raum fällt
Foto: Volker Gläser

Thomas Schulz (* 1950 in Berlin; † 17. Dezember 2021 ebenda) war ein deutscher Künstler.

## Leben und Werk
Er studierte von 1977 bis 1983 an der Hochschule der Künste in Berlin. 1979 begann er, akustische Skulpturen aus Stahldraht und Glas zu entwickeln, die in architektonisch topologischen Gegebenheiten der Landschaft und des Raumes zu bespielbaren Instrumenten wurden.
In der Arbeit Faced Mirror (1980), einer ephemeren Skulptur als 16-mm-Film, verteilen sich 180 Stahldrähte zu 360 Punkten von der Zeichnung eines Körperumrisses (aus präparierten Normstahlschrauben) zu einer Stahldraht-Konstruktion im Raum. Vor dem Hintergrund der damaligen Kämpfe um besetzte Häuser führte die auf filmische Visualisierung hin konzipierte Installation einen doppelten Bewegungsablauf kontrastiv zusammen.
Seit 1989 entstand die monumentale Installation Skulptur Europa, eine akustisch-visuelle Recherche in und an den Baustellen des Eurotunnels in England und Frankreich und im Europäischen Parlament in Brüssel und Straßburg.
2015 war Thomas Schulz mit der Klanginstallation In den Raum fällt auf den Donaueschinger Musiktagen vertreten.

## Ausstellungen
- 1981 Faced Mirror – Im Westen nichts Neues Kunstmuseum Luzern, Sammlung Ludwig; - 16-mm-Magnetton-Film, Produktion DFFB 1980
- 1982 First Secret Service Permanent Congress Music, Biennale Paris Musée d’art moderne de la Ville de Paris
- 1982 Secret Service Foundation mit Angeline Neveu & Philipp Cazal
- 1982 Sonata Somnambulica Galerie Donguy, Paris
- 1983 galera ambulante, Symposium d’Art Performance, Lyon
- 1983 Im Theater, Büro Berlin
- 1984 Transatlantic tablemusic, in DISPERSIONS im Gare Maritim / Musée d’art contemporain de Montréal
- 1985 Culture Shoc Boxes Clock Tower, MoMA PS1, New York
- 1986 1 hoch Null/Tage zur Ansicht Künstlerhaus Bethanien, Berlin
- 1987 Das Haus spricht Documenta 8, Kassel Audiothek
- 1987 Sehstrecken, Galerie Ruimte Morguen, Antwerpen
- 1987 Roter Platz/Grünfeld, Moltkerei Köln
- 1988 Quiems im Merve-Verlag, Berlin, Kulturhauptstadt Europas
- 1989 Korrespondenzen, Berlinische Galerie, Berlin
- 1989 Photographie als Kunst als Photographie
- 1991 Correspondance, Musée d’Art Moderne, Saint Etienne
- 1992 Not there but under the sea, Neuer Berliner Kunstverein, Berlin
- 1993 Dossier Antwerpen, Kultur-Hauptstadt Europa & Ruimte Morguen
- 1996 Von Laut bis lautlos, Brandenburgische Kunstsammlungen Cottbus
- 1997 Gegenstimmen? Enthaltungen? Ist so beschlossen! Hamburger Bahnhof – Museum für Gegenwart, Berlin
- 1998 Megaphonie z, ASCII, Berlin
- 1999 contract tendencies, Haus des Rundfunks, Berlin
- 2000 We come to the votes now, Donaueschinger Musiktage
- 2001 European Drawings, Mikrophonie No. VI, in Symposium Kunst als Wissenschaft – Wissenschaft als Kunst Gemäldegalerie Berlin
- 2002 Mal hören was der Fischer sagt, Landvermessung Strodehne; Beginn Recherche Fischer Schröder Havelland
- 2003 Schichtweise, Mikrophonie No. VII, Galerie Neue Meister, Dresden
- 2004 Skulptur Europa/Aufsicht auf künftige Parlamentsböden, Ostseebiennale der Klangkunst – Audiovisuelle Projektion 54’, Kunsthalle Rostock
- 2004 Neuropäisch, CDR-Projektion Donaueschinger Musiktage
- 2004 Mutabor – Wer lacht fliegt raus, 21 Kanaille in „EU positive“, ADK
- 2007 Beginn des Landschaftprojekts Havelland
- 2008 Sonoric perspectives, Nordische Botschaften von C. Metzger, Berlin
- 2008 Die Vertreibung aus dem All, DVD-Produktion Hybriden-Verlag, Berlin
- 2008 Gefälschter Verwandter IV, Ostsee-Biennale der Klangkunst, Usedomer Musikfestival Kunstpavillon Heringsdorf
- 2009 Das organisierte Versprechen in den Stimmen der Seezunge, Kunsthalle Brennabor in Brandenburg
- 2010 rau/m/b Die Zentrale wird modernisiert, Art Gallery Munich
- 2012 Das Fremde und das Eigene – Europa als Provokation für interkulturelle Kompetenz, Internationales Kolloquium Brüssel
- 2013 Acoustic Sculpture/Cinematic Drawing Galerie ART SPACE NIJI, Kyoto
- 2013 Internationales Symposium Soundscape Villa Kamogawa – Goethe-Institut Kyoto
- 2014 Building site europe – a journey throgh time Video sculpture, Villa Aurora, Berlin-Brandenburgische Akademie der Wissenschaften
- 2015 ....durch die Raum fällt  Raum als Instrument Donaueschinger Musiktage; Through which/Durch welches Videoloop-Porträt Stahldraht-Produktion
- 2016 Risc Night Neu West Berlin, Berlin
- 2018 You are never Leaving Studio Tegelerstrasse, Berlin
- 2020 Tondokumente im Gebüsch Aufführung  Mies van der Rohe Haus, Berlin

## Förderungen
- 1985 Project Studios 1,  P.S.ONE, New York
- 1986 Atelier  Künstlerhaus Bethanien, Berlin
- 1989 Arbeitsstipendium des Sen.Kult. Berlin
- 1995 Arbeitsstipendium der Stiftung Kunstfonds, Bonn
- 1995 Projektstipendium der Stiftung Kulturfonds, Berlin
- 1999 Arbeitsstipendium des Sen.Kult. Berlin
- 2000 Villa Serpentara,  Akademie der Künste, Berlin
- 2000 Projekt-Förderung Parlament der Klänge, Stiftung Kunstfonds, Bonn
- 2005/2015 Rudolf Lodders-Stiftung,  Hamburg
- 2020 Werkverzeichnis der Stiftung Kunstfonds, Bonn